# Lecanora strobilina
Lecanora strobilina är en lavart som först beskrevs av Kurt Sprengel, och fick sitt nu gällande namn av Kieff. Lecanora strobilina ingår i släktet Lecanora och familjen Lecanoraceae.  Arten är reproducerande i Sverige. Inga underarter finns listade i Catalogue of Life.

## Bildgalleri

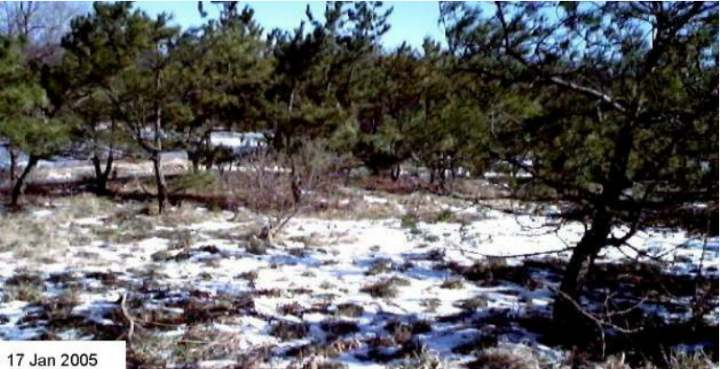
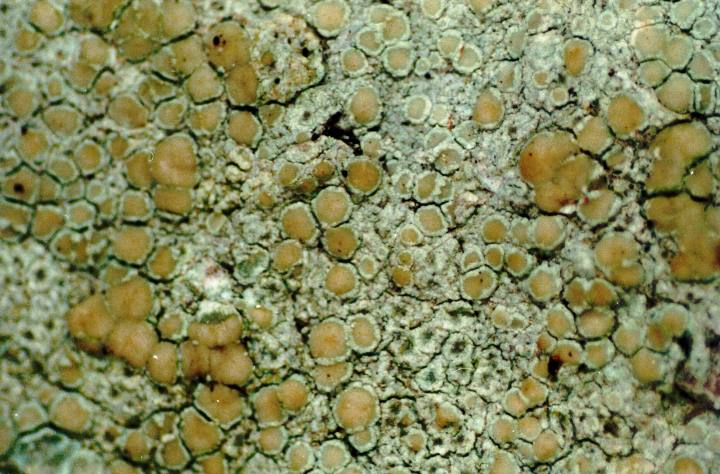
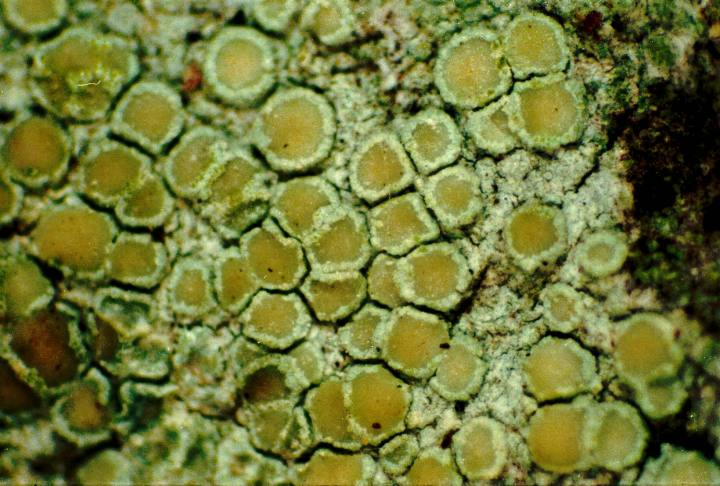
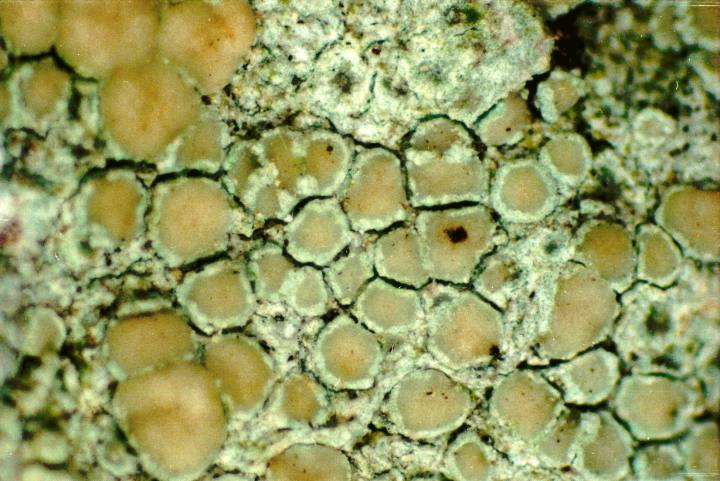
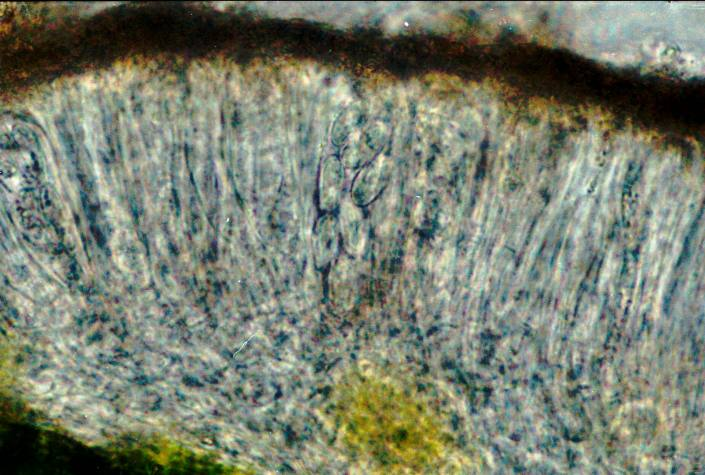
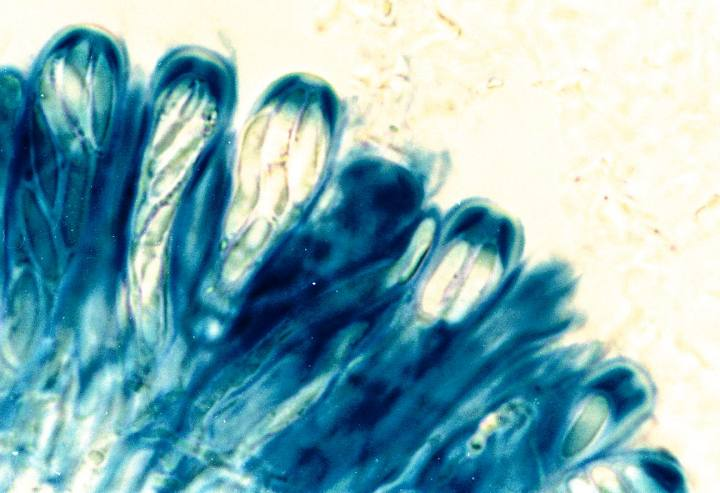
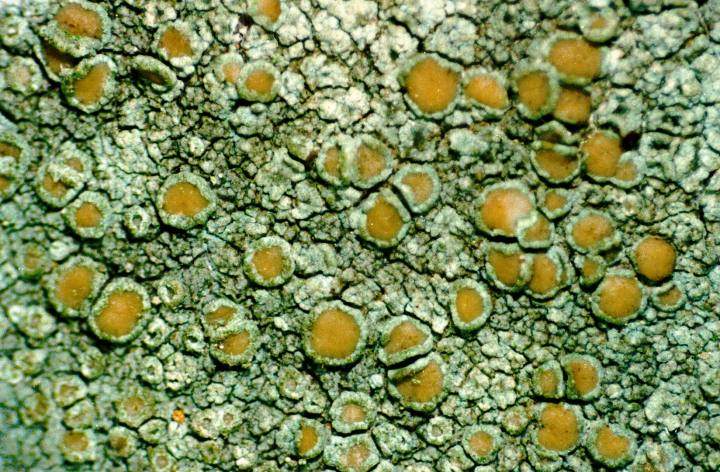
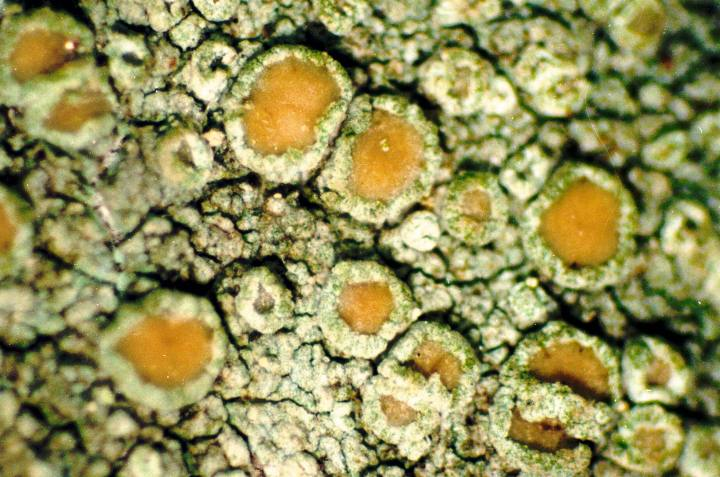
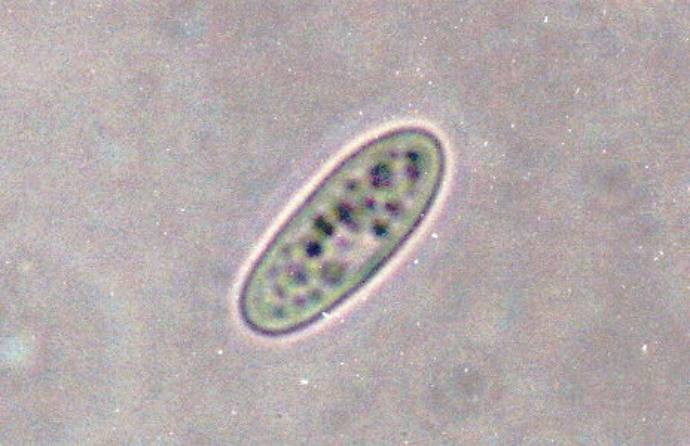
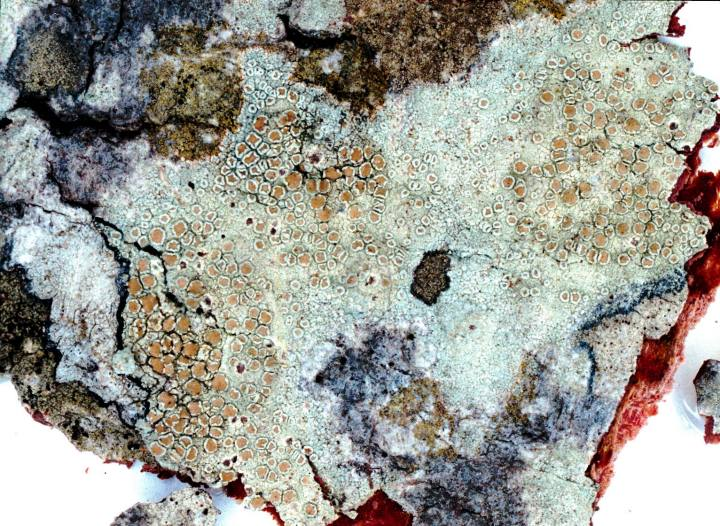